# Gävleborgs län

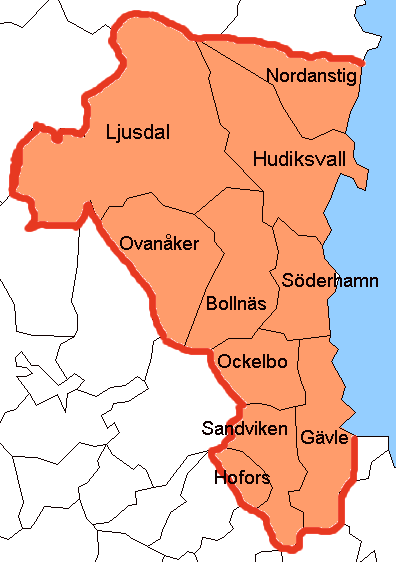

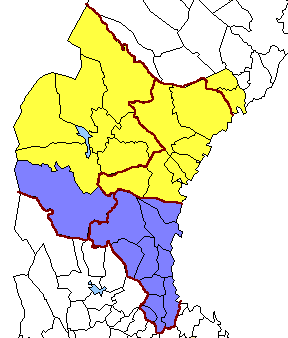
Västernorrland förr. Både gult och blått var Västernorrlands län, innan man delade upp det i Gävleborgs län (blått) och Västernorrlands län (gult). När Jämtlands län grundades fick det även Härjedalen. Dagens länsgränser kan ses i rött.

Gävleborgs län är ett län i sydöstra delen av Norrland i mellersta Sverige. Residensstad är Gävle. Länet bildades 1762 genom en utbrytning ur Västernorrlands län, där även Härjedalen ingick till 1810. Området bildar sedan 1 januari 2015 Region Gävleborg.
Gävleborgs läns valkrets utgör valkrets vid riksdagsval i Sverige.

## Historia
Länet inrättades 29 juni 1762 när man avskilde landskapen Gästrikland, Hälsingland och Härjedalen från Västernorrlands län. Härjedalen överfördes  7 maj 1810 till Jämtlands län.

## Geografi
Länet omfattar landskapen Gästrikland (bortsett från en mindre del av Söderfors socken) och Hälsingland (förutom Ytterhogdals och Ängersjö socknar). Till Gävleborgs län hör också en mindre del av Dalarna, Hamra distrikt (Orsa finnmark) i Ljusdals kommun.

## Styre och politik

### Administrativ indelning
Gävleborgs län består administrativt av tio kommuner.

## Ekonomi och infrastruktur

### Infrastruktur

#### Utbildning och forskning
Det finns 156 grundskolor och 26 gymnasieskolor i länet. I länet finns även en högskola, Högskolan i Gävle, med cirka 14 500 studenter.

## Befolkning

### Demografi

#### Tätorter
De fem största tätorterna i länet enligt SCB 2018:
| Nr | Tätort     | Folkmängd (31 december 2018) |
| -- | ---------- | ---------------------------- |
| 1  | Gävle      | 76 761                       |
| 2  | Sandviken  | 25 530                       |
| 3  | Hudiksvall | 16 317                       |
| 4  | Bollnäs    | 14 085                       |
| 5  | Söderhamn  | 12 285                       |

Residensstaden är i fet stil

#### Befolkningsutveckling
| Befolkningsutvecklingen i Gävleborgs län 1763–2024               | Befolkningsutvecklingen i Gävleborgs län 1763–2024 | Befolkningsutvecklingen i Gävleborgs län 1763–2024 | Befolkningsutvecklingen i Gävleborgs län 1763–2024 | Befolkningsutvecklingen i Gävleborgs län 1763–2024 |
| ---------------------------------------------------------------- | -------------------------------------------------- | -------------------------------------------------- | -------------------------------------------------- | -------------------------------------------------- |
|                                                                  |                                                    |                                                    |                                                    |                                                    |
| År                                                               |                                                    |                                                    | Invånare                                           |                                                    |
| 1763                                                             | 1763                                               |                                                    | 63 036                                             | 63 036                                             |
| 1772                                                             | 1772                                               |                                                    | 68 165                                             | 68 165                                             |
| 1795                                                             | 1795                                               |                                                    | 81 227                                             | 81 227                                             |
| 1800                                                             | 1800                                               |                                                    | 83 260                                             | 83 260                                             |
| 1810                                                             | 1810                                               |                                                    | 83 594                                             | 83 594                                             |
| 1820                                                             | 1820                                               |                                                    | 91 761                                             | 91 761                                             |
| 1830                                                             | 1830                                               |                                                    | 102 736                                            | 102 736                                            |
| 1840                                                             | 1840                                               |                                                    | 109 797                                            | 109 797                                            |
| 1850                                                             | 1850                                               |                                                    | 120 158                                            | 120 158                                            |
| 1860                                                             | 1860                                               |                                                    | 136 061                                            | 136 061                                            |
| 1870                                                             | 1870                                               |                                                    | 147 416                                            | 147 416                                            |
| 1880                                                             | 1880                                               |                                                    | 178 728                                            | 178 728                                            |
| 1890                                                             | 1890                                               |                                                    | 206 924                                            | 206 924                                            |
| 1900                                                             | 1900                                               |                                                    | 238 048                                            | 238 048                                            |
| 1910                                                             | 1910                                               |                                                    | 253 792                                            | 253 792                                            |
| 1920                                                             | 1920                                               |                                                    | 268 300                                            | 268 300                                            |
| 1930                                                             | 1930                                               |                                                    | 279 716                                            | 279 716                                            |
| 1940                                                             | 1940                                               |                                                    | 274 018                                            | 274 018                                            |
| 1950                                                             | 1950                                               |                                                    | 284 934                                            | 284 934                                            |
| 1960                                                             | 1960                                               |                                                    | 293 246                                            | 293 246                                            |
| 1970                                                             | 1970                                               |                                                    | 293 458                                            | 293 458                                            |
| 1975                                                             | 1975                                               |                                                    | 294 412                                            | 294 412                                            |
| 1980                                                             | 1980                                               |                                                    | 294 020                                            | 294 020                                            |
| 1985                                                             | 1985                                               |                                                    | 289 153                                            | 289 153                                            |
| 1990                                                             | 1990                                               |                                                    | 289 294                                            | 289 294                                            |
| 1995                                                             | 1995                                               |                                                    | 288 509                                            | 288 509                                            |
| 2000                                                             | 2000                                               |                                                    | 279 262                                            | 279 262                                            |
| 2005                                                             | 2005                                               |                                                    | 275 994                                            | 275 994                                            |
| 2010                                                             | 2010                                               |                                                    | 276 508                                            | 276 508                                            |
| 2015                                                             | 2015                                               |                                                    | 281 815                                            | 281 815                                            |
| 2020                                                             | 2020                                               |                                                    | 287 502                                            | 287 502                                            |
| 2024                                                             | 2024                                               |                                                    | 284 558                                            | 284 558                                            |
| Källa: Folkmängd länsvis 1763-2020, SCB, accessdatum 2023-04-17. |                                                    |                                                    |                                                    |                                                    |

## Kultur

### Traditioner

#### Kultursymboler och viktiga personligheter
Länsvapnet
Blasonering: Kvadrerad sköld, i fält I och IV Gästriklands vapen, fält II och III Hälsinglands.
Från början hade länsstyrelsen använt landskapsvapnen i en kluven sköld. När vapnet skulle fastställas av Kungl. Maj:t 1938 valde man i stället kvadrering för att få bättre proportioner på de ingående vapnen. Att en liten del av landskapet Dalarna också ingår i länet har inte beaktats.